# 쇼룸

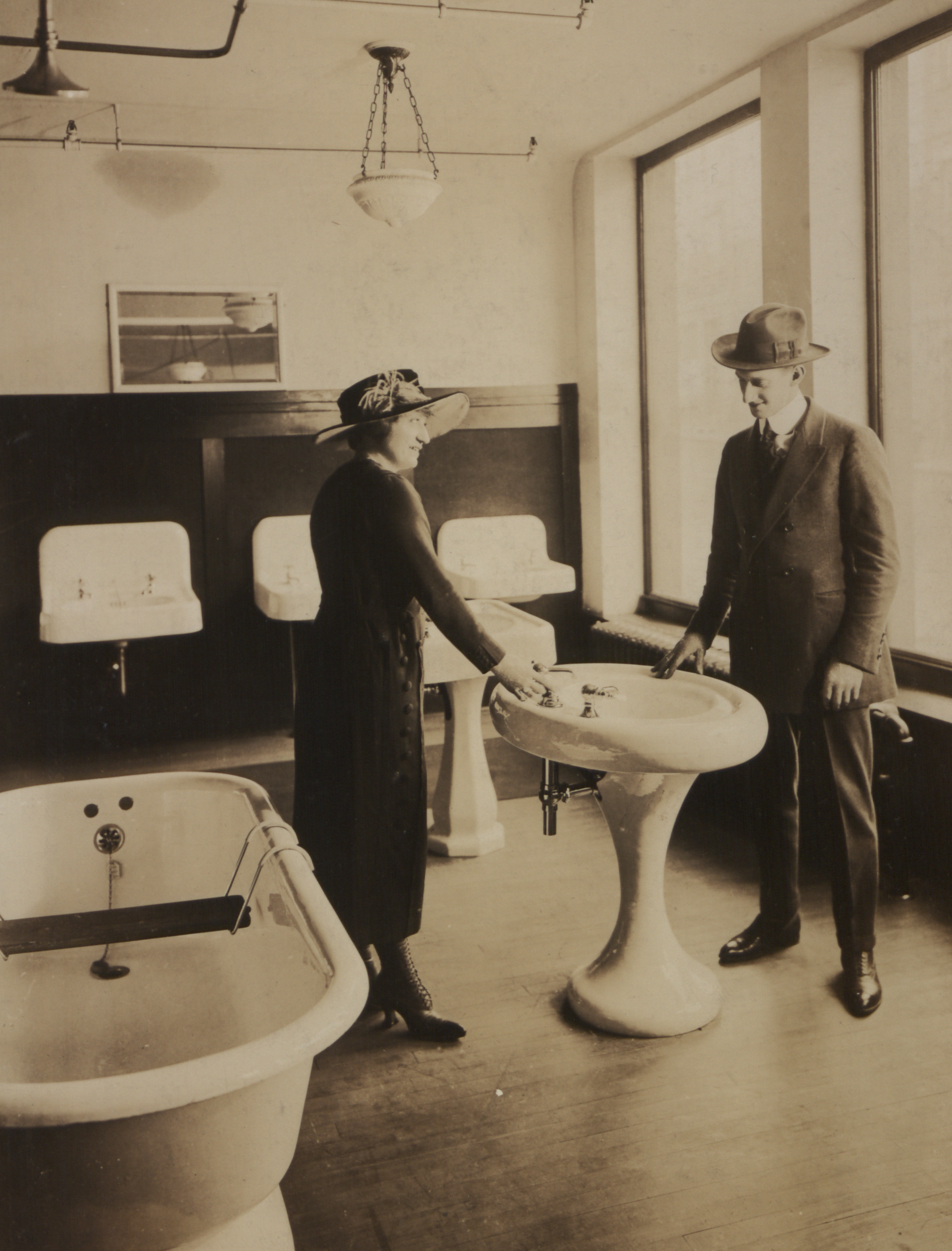
배관 설비 쇼룸, 캐나다, 1921년

쇼룸(showroom) 또는 전시실은 제품을 전시하거나 엔터테인먼트를 보여주기 위해 사용되는 넓은 공간이다.

## 마케팅 장소
쇼룸은 자동차, 가구, 가전제품, 카펫, 의류 등 판매용 제품을 전시하는 데 사용되는 넓은 공간이다. 해당 기업의 브랜드나 회사가 만든 공간에서 제품을 판매하는 소매점이다. 쇼룸은 도매 구매자가 소매점에서 판매할 패션 상품을 볼 수 있는 공간이기도 하다.
다양한 형태의 쇼룸 중 하나가 눈에 띄게 늘어나고 있다. 가이드샵 모델은 많은 브랜드가 온라인 매장과 오프라인 매장 모두에 존재하는 전략이다. 가이드샵은 고객이 제품을 직접 체험하고 구매해 집으로 배송받을 수 있는 일종의 쇼룸이다. 패션 매장에서는 몰입도 높은 브랜드 경험과 매장 내 재고가 없는 장점을 위해 가이드샵과 같은 쇼룸을 도입하고 있다. 또한 고객은 제품을 구매하기 전에 더 자신감을 갖게 되어 반품률이 감소한다.
세계에서 가장 유명한 쇼룸 장소는 일반적으로 클러스터 형태로 파리의 샹젤리제와 시카고의 머천다이즈 마트이다.
세계에서 가장 큰 쇼룸 중 하나는 아부다비에 있는 35,000제곱미터(380,000제곱피트) 규모의 BMW 쇼룸이다. 가장 큰 쇼룸 컬렉션은 오토피아 유로피아(Autopia Europia)라고 불리는 이스탄불의 216,000제곱미터(2,330,000제곱피트) 규모의 자동차 쇼룸이다.

## 유흥시설
쇼룸은 공연을 선보이기 위해 사용되는 영구적으로 밀폐된 공간이다. 때로는 특정 쇼에 맞게 맞춤화되기도 한다. 예를 들어, 록 오페라 스타라이트 익스프레스(Starlight Express)에 사용된 라스베이거스 힐튼 쇼룸은 무대 공간과 좌석 공간에 콘크리트 경사로를 타설하여 맞춤화되었다.
일부 쇼룸은 매일 사용되는 반면, 다른 쇼룸은 공연자가 공연을 예약할 때만 사용된다. 어떤 경우에는 공연장을 공연자에게 임대하고, 공연장 주인이 지불하는 대신 공연자가 모든 수입을 가져가는 경우도 있다.

## 임시 전시실
뉴욕시, 파리 (프랑스), 밀라노, 런던과 같은 패션 중심지에서는 임시 쇼룸을 찾을 수 있다. 이 장소는 매일 또는 매주 임대할 수 있다. 일부 임시 전시실은 행사 관리 대행사의 도움을 받아 관리된다. 대부분은 해당 지역의 사내 또는 계약 판매 담당자가 운영하고 있다. 임시 쇼룸은 단기 판매 공간인 팝업 스토어가 될 수도 있다.